# Vũ Đức Hinh
Giáo sư, Tiến sĩ Vũ Đức Hinh (sinh 1952) là một tướng lĩnh Quân đội nhân dân Việt Nam, hàm Trung tướng, nguyên Hiệu trưởng Trường Sĩ quan Lục quân 2, hàm Trung tướng. Ông được Nhà nước Việt Nam phong danh hiệu Nhà giáo nhân dân.

## Thân thế và sự nghiệp
- Ông sinh ngày 16 tháng 4 năm 1952 tại Yên Mô, Ninh Bình.
- 2008-2012, Hiệu trưởng Trường Sĩ quan Lục quân 2
- Thiếu tướng (2008), Trung tướng (2012)
- Sau khi nghỉ hưu, Vũ Đức Hinh sinh sống ở ấp Long Khánh 3 (xã Tam Phước, TP.Biên Hòa)..[1]